# Bishop crown
Bishop crown è una cultivar di peperoncino della specie Capsicum baccatum originaria di Barbados.

## Caratteristiche
Il frutto ha una forma inconfondibile, che ricorda quella di un cappello vescovile (in inglese Bishop's crown).